# 養蜂箱
養蜂箱（ようほうばこ、英語: beehive）は、その中でミツバチが生活し、子供を育てるための密閉された構造である。天然のハチは、天然の構造体に住むが、養蜂場で養殖されたハチは「養蜂箱」と呼ばれる人工の巣箱で生活する。ミツバチ属の種のみが養蜂箱に住むが、飼育されているのはセイヨウミツバチ（Apis mellifera）とトウヨウミツバチ（Apis cerana）のみである。

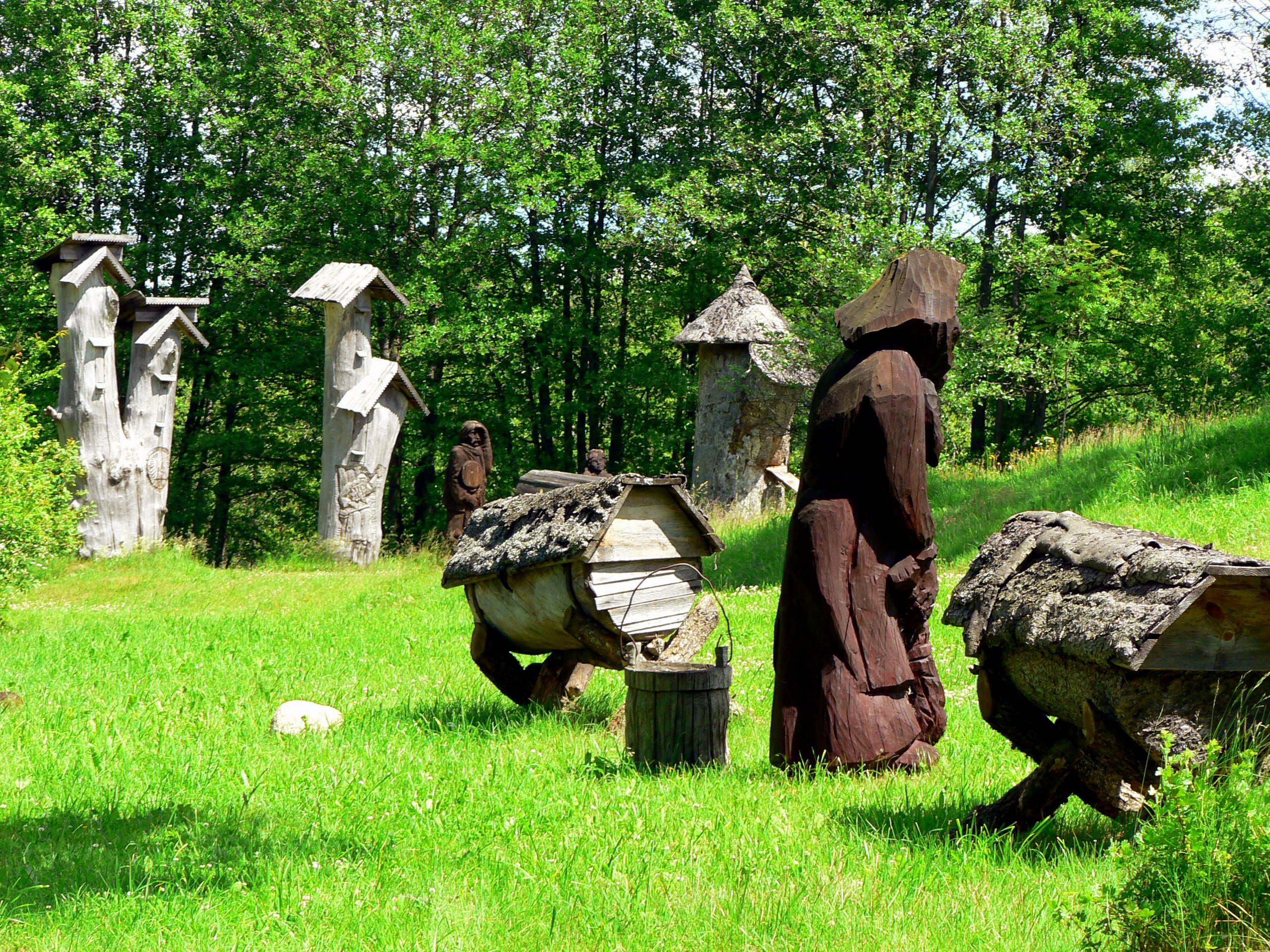
リトアニアのStripeikiaiにある木製の養蜂箱

養蜂箱の内部には、ミツロウという物質でできた六角形の小部屋が密に詰まっており、ハニカム構造と呼ばれている。ミツバチはこの小部屋を、蜂蜜や花粉等の食物を蓄えたり、卵、幼虫、さなぎ等を育てたりするのに用いている。

## 天然の養蜂箱
ミツバチは、洞窟、石の割れ目、木の洞等を天然の巣として用いる。他の属では空中に作る種もいる。巣は、互いに平行な複数のハニカムと、比較的大きなスペースからできている。入口は1つである。セイヨウミツバチは約45リットルの容量の巣を作り、10リットル以下や100リットル以上の巣を作ることはない。巣を作る場所の高さは1mから5mを好み、入口は南側で下を向いていることが多い。また、親のコロニーからは300m以上離れている。通常、巣は何年にも亘って使われる。巣の入り口付近は滑らかになるように作られ、内壁はプロポリスの薄い膜でコーティングされる。ハニカムは巣の上部と下部で壁にくっついているが、縁に沿って、細い通路が残される。巣の内部の基本的な構造は、全てのミツバチで似通っている。蜂蜜は上半分に蓄えられ、花粉の貯蔵、子供の飼育等は下半分で行われる。落花生形の女王の部屋は、通常巣の下部に作られる。

## 人工の養蜂箱
人工の養蜂箱は、蜂蜜の製造と穀物の受粉の2つの目的で使われる。また、受粉のために穀物のある場所まで移動されることがある。養蜂箱のデザインには、いくつもの特許がある。養蜂のための巣箱はヤナなどと呼ばれることもある。

### 古代の養蜂箱

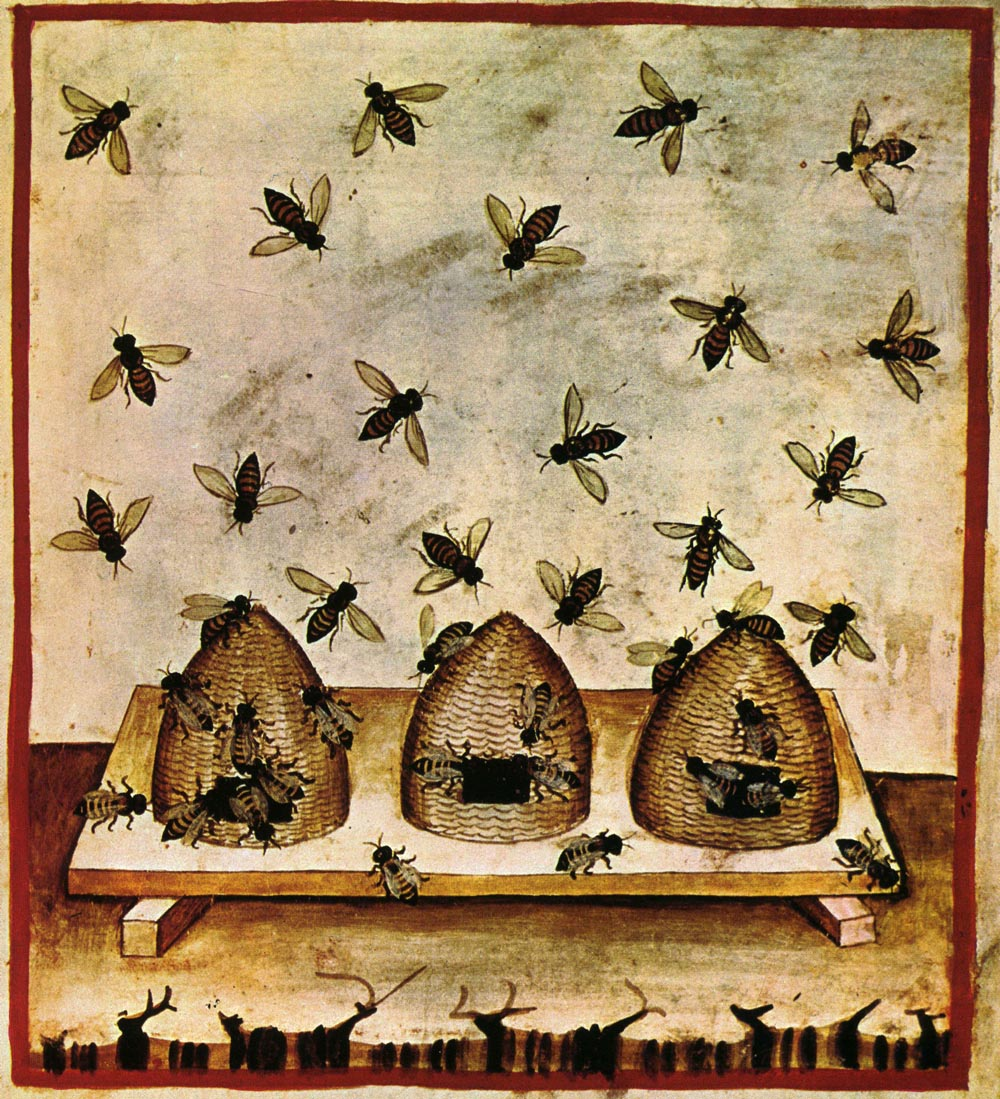
西洋の伝統的なドーム形状の養蜂箱。このような形を「ビーハイブ」と呼ぶ用法は現代英語にも見られる。アラビア語文献をラテン語訳した医学書『健康全書』（Tacuinum Sanitatis）に掲載されている図版より

ミツバチは、エジプトでは古代から飼育されてきた。エジプト第5王朝ニウセルラーの時代のコナーラクのスーリヤ寺院の壁からは、労働者が養蜂箱の穴に煙を吹きつけ、養蜂箱を取り出す様子が描かれている。北部と南部の統一後の上エジプトのシンボルは養蜂箱であり、このデザインはエジプト第3王朝の時代から使われていた。また、全てのファラオのファラオ名にも付けられた。蜂蜜の生産を行っていたことを示す碑文がエジプト第26王朝のパバサの墓から見つかった。
ヘブライ大学の考古学者アミハイ・マザールは、イスラエルのテル・レホブの遺跡から、少なくとも30個の完全な養蜂箱が見付かったと語っている。これは、3000年前の聖書の時代から進んだ蜂蜜産業が存在していたことの証拠である。藁や未焼成粘土から作られた養蜂箱は、多くが壊れていたが、合計100個もが整然と並んで発掘された。
ハイファ大学のEzra Marcusは、この発見は、文章や壁画で知られていた近東の古代のハチ飼育についての知見を与えるだろうと語った。また、巣のそばから像が発見され、ハチの飼育に宗教的な意味があった可能性が指摘される。この遺跡で見られるハチの飼育は、これまで発見された中で最も古いものである。

### 伝統的な養蜂箱
伝統的な養蜂箱は、ハチのコロニーに対して単純に閉鎖空間を提供するだけのものである。内部構造は用意されていないため、ハチは巣の内部に自力でハニカム構造を作る。ハニカムはしばしば交差し、接着していて、壊さない限り動かない。収穫者は巣を壊して蜂蜜を採取する。これらは徐々に巣箱に置き換わり、最終的に近代的な装置に取って変わられることになった。
伝統的な養蜂箱では、蜂蜜は、巣を破壊して絞って採取される。そのため、昔の蜂蜜にはミツロウが多く含まれた。
泥と粘土でできた巣箱、植物でできた巣箱、木の洞でできた巣箱の3種類に大別される。

#### 泥と粘土でできた巣箱

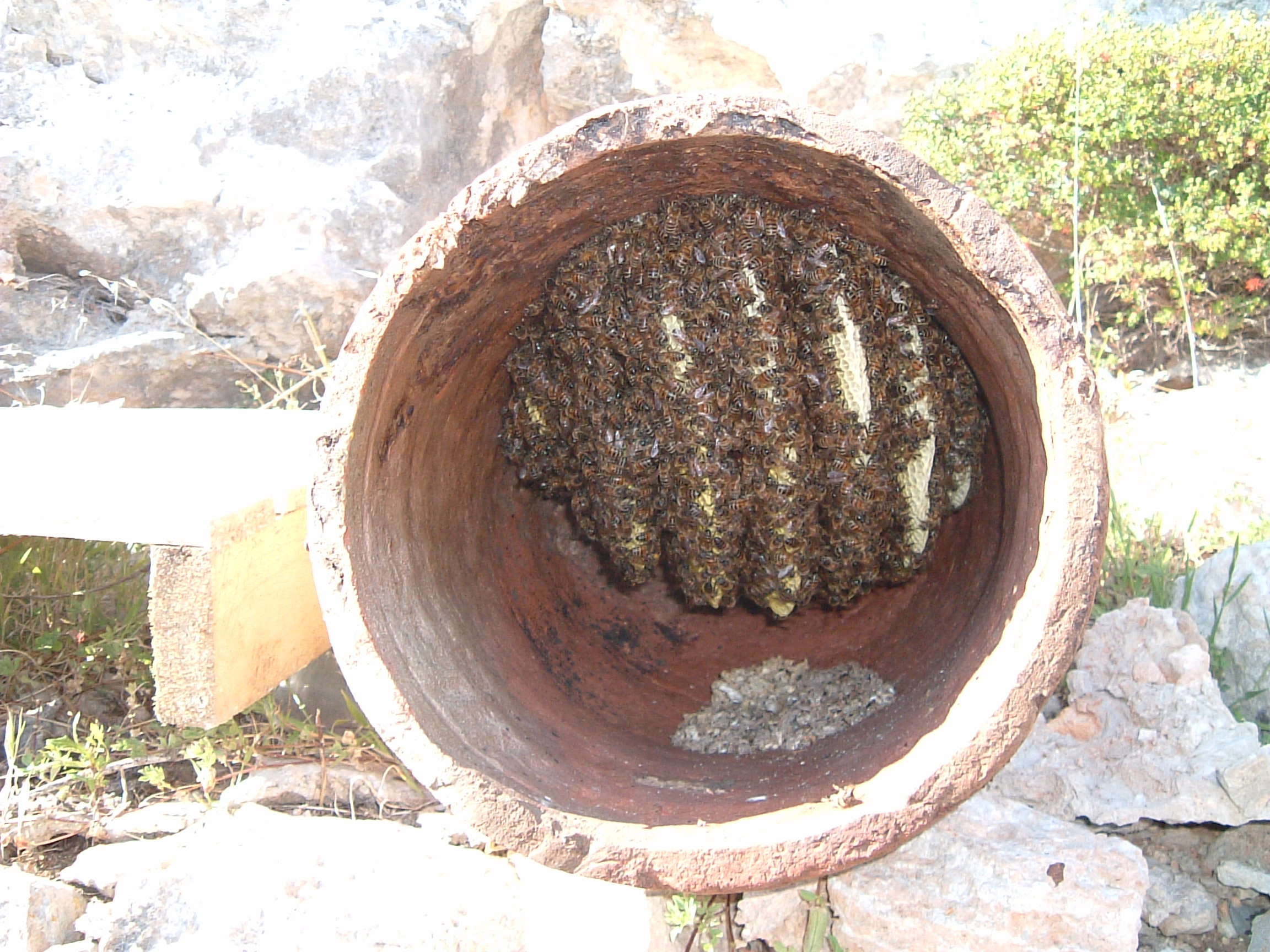
マルタ島の粘土の養蜂箱

エジプトでは現在でも泥で作った巣が用いられている。未焼成粘土と藁と糞を混ぜ合わせ、細長い円筒形にしたものである。地中海東部では、粘土のタイルで巣を作る。焼成粘土で作られた円筒は、古代エジプト、中東、及びギリシア、イタリア、マルタ島の一部で、多くの場合はいくつかを重ねて養蜂箱に使われていた。飼育者は一方の端から煙を入れてハチを追い出し、蜂蜜を収穫した。

#### 植物でできた巣箱

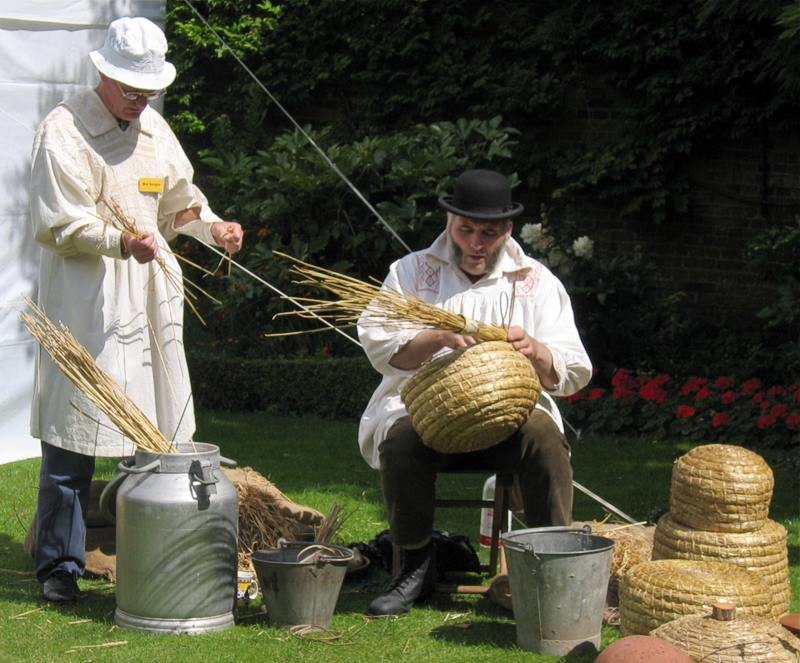
イングランドの伝統的な藁の養蜂箱作り

ヨーロッパの北部や西部では、藁や草で編んだバスケットが養蜂箱に用いられる。最も単純な形では、下部に出入り口用の1つの穴があるものである。これもやはり内部の構造はないため、ハチは自前でハニカム構造を作る必要がある。この方式では、生産者が内部の病気を調べることができない、蜂蜜を採取する際にしばしば巣全体が壊れてしまうという2つの欠点がある。生産者は蜂蜜を採るために完全にハチを追い出すか、殺してしまい、万力で圧搾して抽出することになる。
後に、小さなバスケットを上部に開けた小さな穴に被せるものが現れた。これで、ハチの子供を失わずに蜂蜜を採取することができるようになった。

#### 木の洞でできた巣箱
アメリカ合衆国南東部では、20世紀になるまで木の洞の一部に養蜂箱が作られていた。ゴムの木を使うことが多かったことから、英語ではbee gumsと呼ばれる。
洞のある木は養蜂場に直立で置かれ、ハニカム構造を作る助けとするために棒が置かれる場合もある。植物でできた巣と同じように、蜂蜜を採る時にはハチを殺して巣を破壊する必要がある。これは、燃えた硫黄を含む金属容器を洞の中に入れることによって行われる。

### 近代の養蜂箱

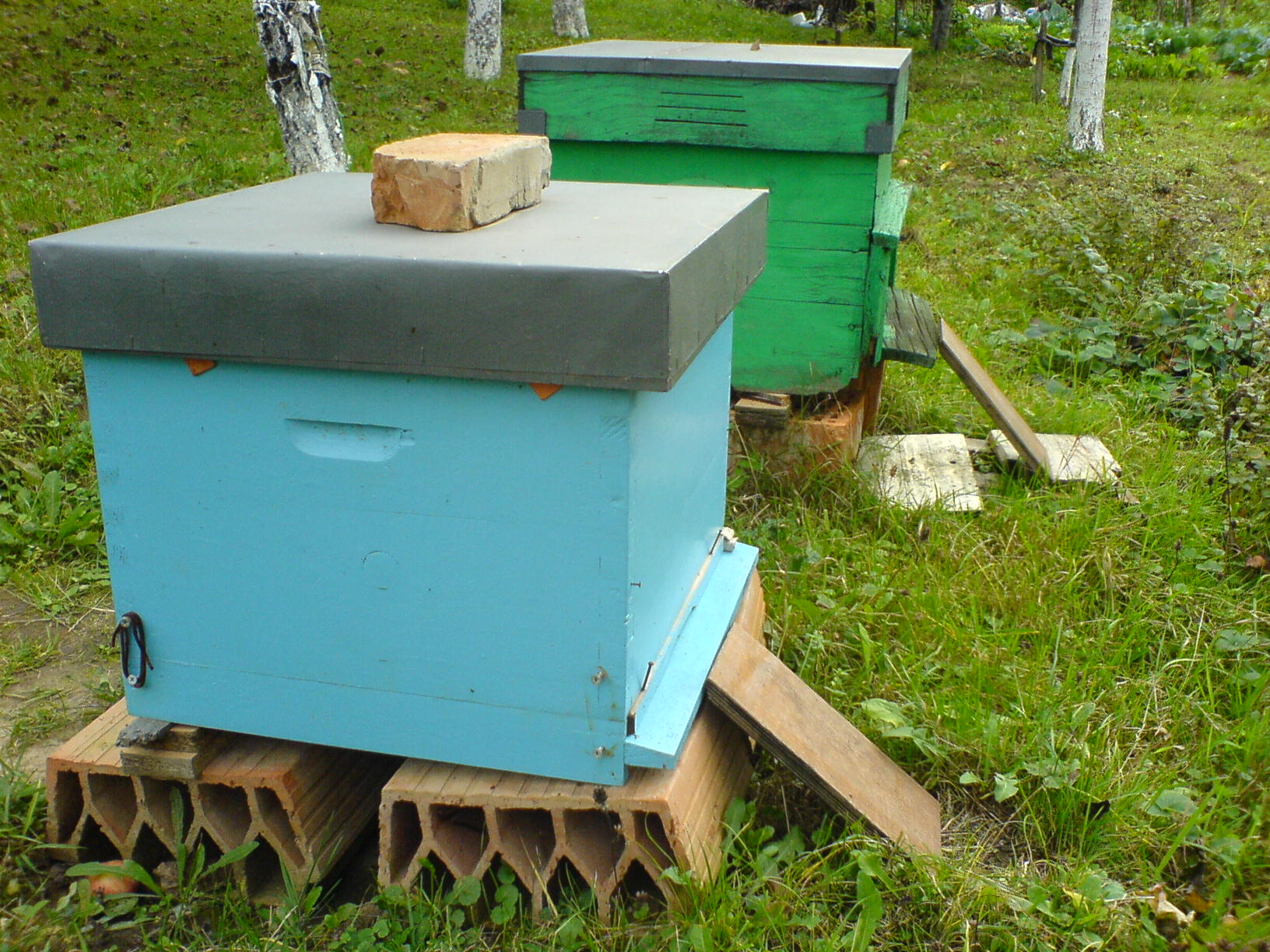
セルビアにあるDadant-Blathの養蜂箱

近代的なデザインの養蜂箱は、19世紀に最初に現れるが、そこへの移行段階は18世紀に既に見られる。
移行過程については、1768年から1770年にThomas Wildmanによって、以前の方法と比べて、蜂蜜を採取するのにハチを殺す必要がないところが利点だと記されている。例えばWildmanは、藁の巣の上下に平行に木の棒をわたし、ハチがハニカムを作りやすいようにした。
1814年、ウクライナで最初に商業的な養蜂を始めたPetro Prokopovychは、巣脾を初めて発明した。操作は簡単になったが、巣脾の間の適切な距離を決める必要があった。その距離は、1845年にJohann Dzierzonによって、1/2インチであると記された。1848年、Dzierzonは巣箱の横板に溝をつけ、そこで巣脾を固定する方法を紹介した。「ラングストロスの巣箱」はDzierzonの巣箱のデザインを継承したもので、移動可能な巣脾を備え上部が解放された初めての巣箱だった。
「ラングストロスの巣箱」は、ハニカムを支える移動式の巣脾を上部の棒で支える構造をしている。これにより、養蜂家は病気や寄生虫を検査することができ、また、新しいコロニーを作るために簡単に巣を分けることもできる。
スロベニアでは18世紀から養蜂箱の板は通例は柔らかい木で作られていて、油絵の具で描かれている。

#### ラングストロスの巣箱

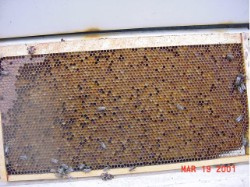
ラングストロスの巣箱

発明者であるLorenzo Langstrothにちなんで名付けられ、最も普及している。
Langstrothは、1860年にこのデザインに対する特許を取得した。それ以来標準的なスタイルとして世界の75%以上の養蜂家に使用されている。サイズや巣脾の数の違いにより、Smith、Segeberger Beute (German)、Frankenbeute (German)、Normalmass (German)等があり、商業用に改良されたものや地域に応じたものもある。

#### National hive
National hiveはイギリスで最も広く使われている養蜂箱である。真四角で、取ってとなる切り込みが入っている。巣脾は、一般的なラングストロスのものよりも小さく、長い持ち手がついている。

## シンボルとしての養蜂箱
養蜂箱は、フリーメイソンの重要なシンボルの1つである。工業と協力を象徴し、マスター・メイソンの講義の際には目立つ所に掲げられる。
また養蜂箱は、アメリカ合衆国ユタ州のシンボルの1つでもある。ミツバチと共に描かれ、初期のモルモン開拓者にとって工業と機知を象徴していた。ジョセフ・スミス・ジュニアのようなモルモン開拓者のリーダーの中には、フリーメイソンの者もいた。養蜂箱は、その他のいくつかのフリーメイソンのシンボルと共に、現在でもモルモン教の伝統や文化の中に現れている。
養蜂箱は紋章学で、工業のシンボルを表している。
ニュージーランドのウェリントンにある円形の国会議事堂は「ビーハイブ」（養蜂箱）と呼ばれている。ニュージーランド議会のウェブサイトのアドレスもwww.beehive.govt.nzである。

「ビーハイブ・ステイト」の愛称があるユタ州の州章。中央にドーム状の蜂の巣箱（ビーハイブ）が置かれている
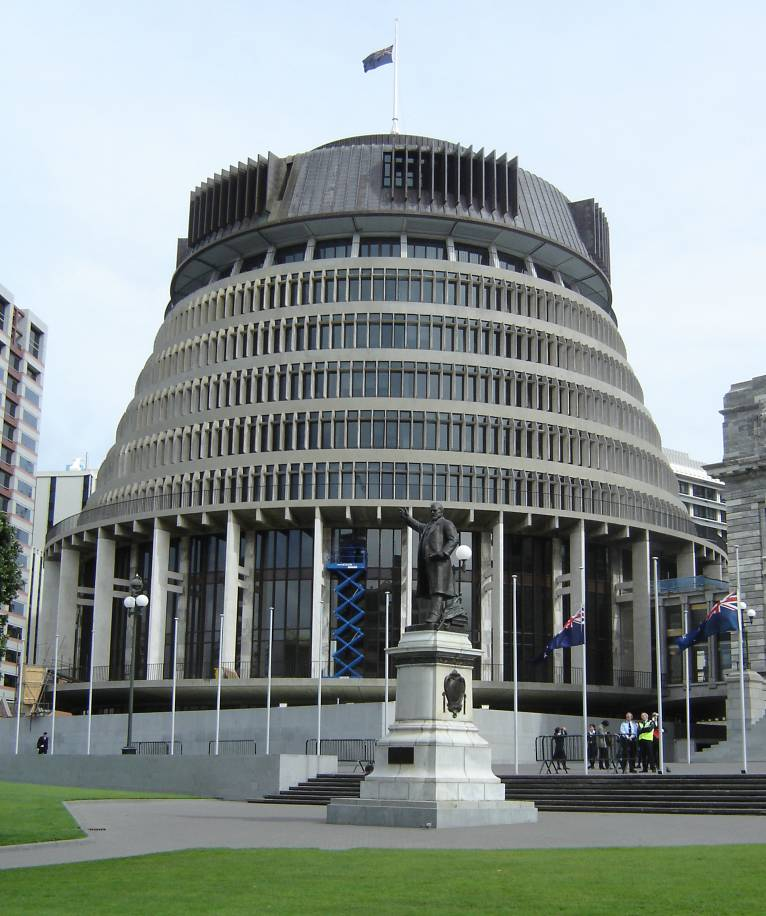
ウェリントンのニュージーランド国会議事堂。ドーム状の形状からビーハイブと呼ばれる
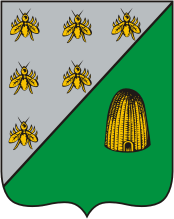
ナヒチェヴァン・ナ・ドヌ（英語版）の紋章。
ドイツのコルプ町の紋章

## 破壊
人間は、時に公共安全やハチの病気の拡大防止のためにハチの巣を破壊する。アメリカグマも蜂蜜を得るため、ハチの巣を破壊することがある。フロリダ州では1999年にアフリカナイズドミツバチの巣を破壊した。アーカンソー州では、病気になったハチの巣を焼くか、埋めるか、エチレンオキシドで燻蒸するか、水酸化ナトリウムで殺菌するかしなければならないという条例がある。